# Masaki Sakamoto
Masaki Sakamoto (japanisch 阪本 将基 Sakamoto Masaki; * 24. Juni 1996 in Akashi) ist ein japanischer Fußballspieler.

## Karriere
Sakamoto erlernte das Fußballspielen in der Jugendmannschaft von Cerezo Osaka. Seinen ersten Vertrag unterschrieb er 2014 bei Cerezo Osaka. Der Verein spielte in der höchsten Liga des Landes, der J1 League. Am Ende der Saison 2014 stieg der Verein in die J2 League ab. Am Ende der Saison 2016 stieg der Verein wieder in die J1 League auf. 2018 wechselte er zum Drittligisten Kagoshima United FC. 2018 wurde er mit dem Verein Vizemeister der J3 League und stieg in die J2 League auf. Im September 2019 wurde er an den FC Maruyasu Okazaki ausgeliehen. Nach der Ausleihe wurde er von Okazaki im Februar 2020 fest verpflichtet. Hier stand er Saisonende 2023 unter Vertrag. Zu Beginn der Saison 2024 unterschrieb er einen Vertrag beim Fünftligisten FC Nobeoka Agata. Mit dem Verein aus Nobeoka spielt er in der Kyushu Soccer League.